# Быки (валуны)
Быки — валуны, геологический памятник природы республиканского значения в Белоруссии. Представляет собой два блока красного буйнозернистого гранита за 4 км к северу от деревни Иканы Борисовского района Минской области, к западу от дороги Зембин — Бегомль. Блоки были привезены из Скандинавии около 200 тысяч лет назад. Длина северного блока 3 м, ширина 1,8 м, южного — соответственно 2,5 м и 1,4 м, высота до 2,1 м, общий обвод 14,3 м. Объем 17 м3, масса около 50 т. На поверхности «Быков» растёт 21 вид лишайников и 8 видов мхов, среди которых есть редкие. Название «Быки» связано с легендой, согласно которой Бог превратил в камни быков и пахаря, работавших на Пасху.